# Belváros (Pécs)
Pécs belvárosa a 14. századi fallal körülvett részt jelöli, ahol számos műemléki jelentőségű épület található, mint például az UNESCO által világörökségként besorolt ókeresztény sírkamrák, a Pécsi székesegyház (Négytornyos székesegyház vagy dóm), a Püspöki palota, a Barbakán, a dzsámi vagy a zsinagóga. Olyan fontos múzeumok találhatók itt, mint például a "múzeumutca" múzeumai (Amerigo Tot Múzeum, Reneszánsz Kőtár, Zsolnay Kerámia Kiállítás, Victor Vasarely Múzeum, Mecseki Bányászati Múzeum, Modern Magyar Képtár, Nemes Endre Múzeum, Schaár Erzsébet: „Utca”, Martyn Ferenc Múzeum), a Néprajzi Múzeum vagy a Csontváry Múzeum.
A belváros a színhelye Pécs számos kulturális rendezvényének is, mint a Pécsi Bordalfesztivál, Pécsi Országos Színházi Találkozó (POSZT), Pécsi Nemzetközi Felnőttbábfesztivál, Pécsi Szabadtéri Játékok vagy a Pécsi Nemzetközi Summertime Blues & Jazz Fesztivál.
Pécs központjában áll a Széchenyi tér, mely a város egyik legismertebb jelképe. Ennek tetején találhatjuk a dzsámit, melyet a török hódoltság idején építettek. Ide fut be a Király utca, a belváros egyik legismertebb sétálóutcája, melyen egykoron villamos haladt végig. 1864-ben nevezték el az utcát Király utcának, Király József tiszteletére, aki 1807-1825 között Pécs püspöke volt. 1945-ben lett Kossuth Lajos utca, napjainkban ismét Király utcának nevezik. A vendéglők utcára kitelepített asztalai, az utcai zenészek dallamai hangulatossá teszik a város sétálóutcáját.
A várost kelet-nyugati irányban átszelő 6-os főút (Rákóczi út - József Attila utca) közelében helyezkedik el, attól kevéssel északra; déli szélétől nem messze van a horvát határig vezető 58-as főút kezdőpontja.

## Története

A Belváros Pécs térképén

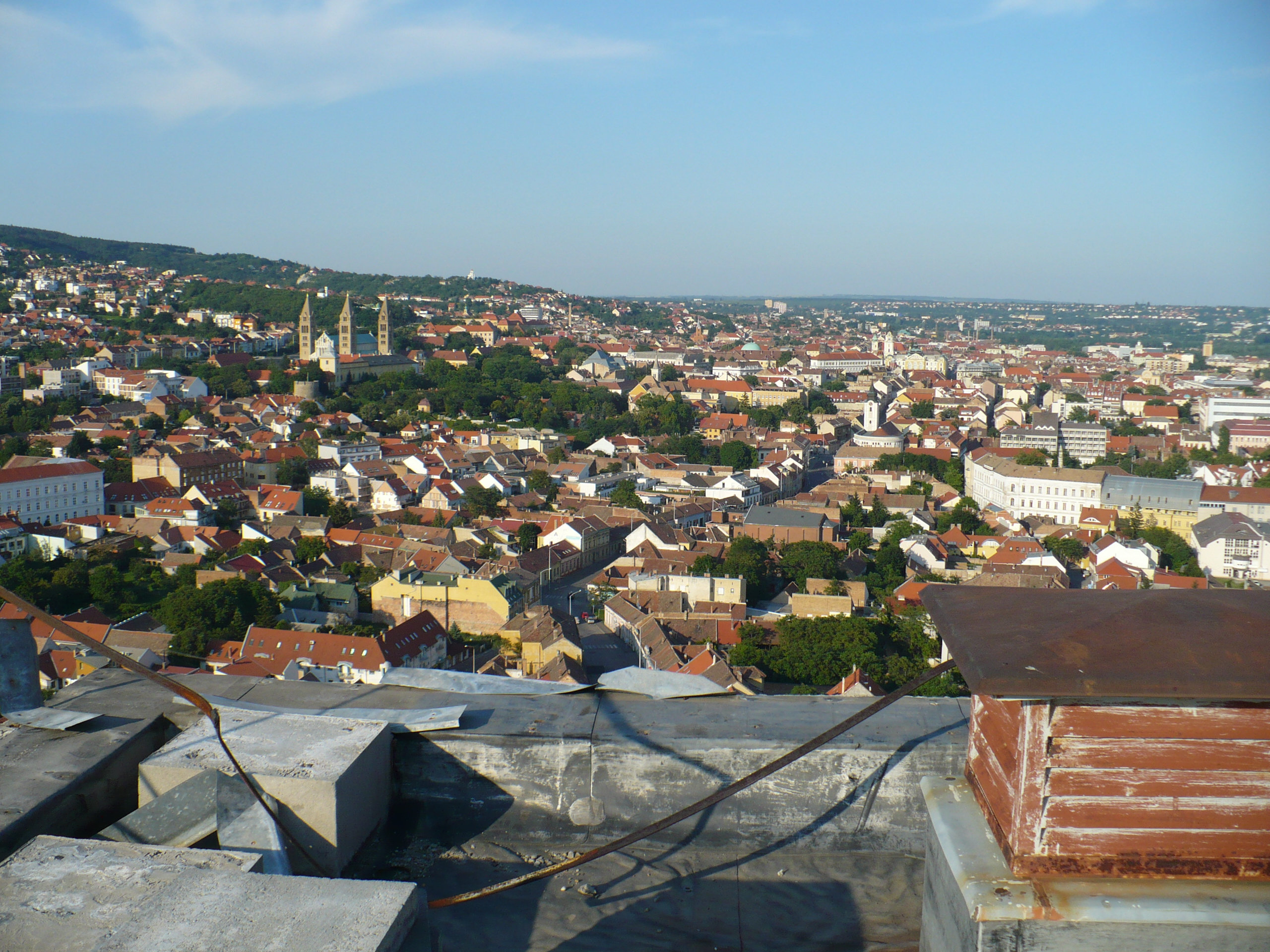
Kilátás a Belvárosra az 1976-2016 között állt Pécsi magasházról

A római Sopianae a belváros délnyugati részén terült el, tőle északra volt a temető. A 14. században épített városfal tulajdonképpen a külső várfalként funkcionált, míg a püspökvárfal a belső várfalként. Ennek területe kb. 697 ezer m². Négy kapuval rendelkezett: Budai-, Siklósi-, Szigeti- és Vaskapu. A 15-16. században több helyen áttörték a várfalat, mert megnőtt a közlekedés, majd a 19. században a vár nagyobbik részét elbontották.
A belváros beépítettsége eleinte ritka volt, majd az évszázadok során egyre sűrűbb lett, továbbá emeletes házakat is emeltek. A 19. században a városrész városi jellegű volt, míg más városrészek laza, falusias szerkezetűek voltak.

## Felújítások

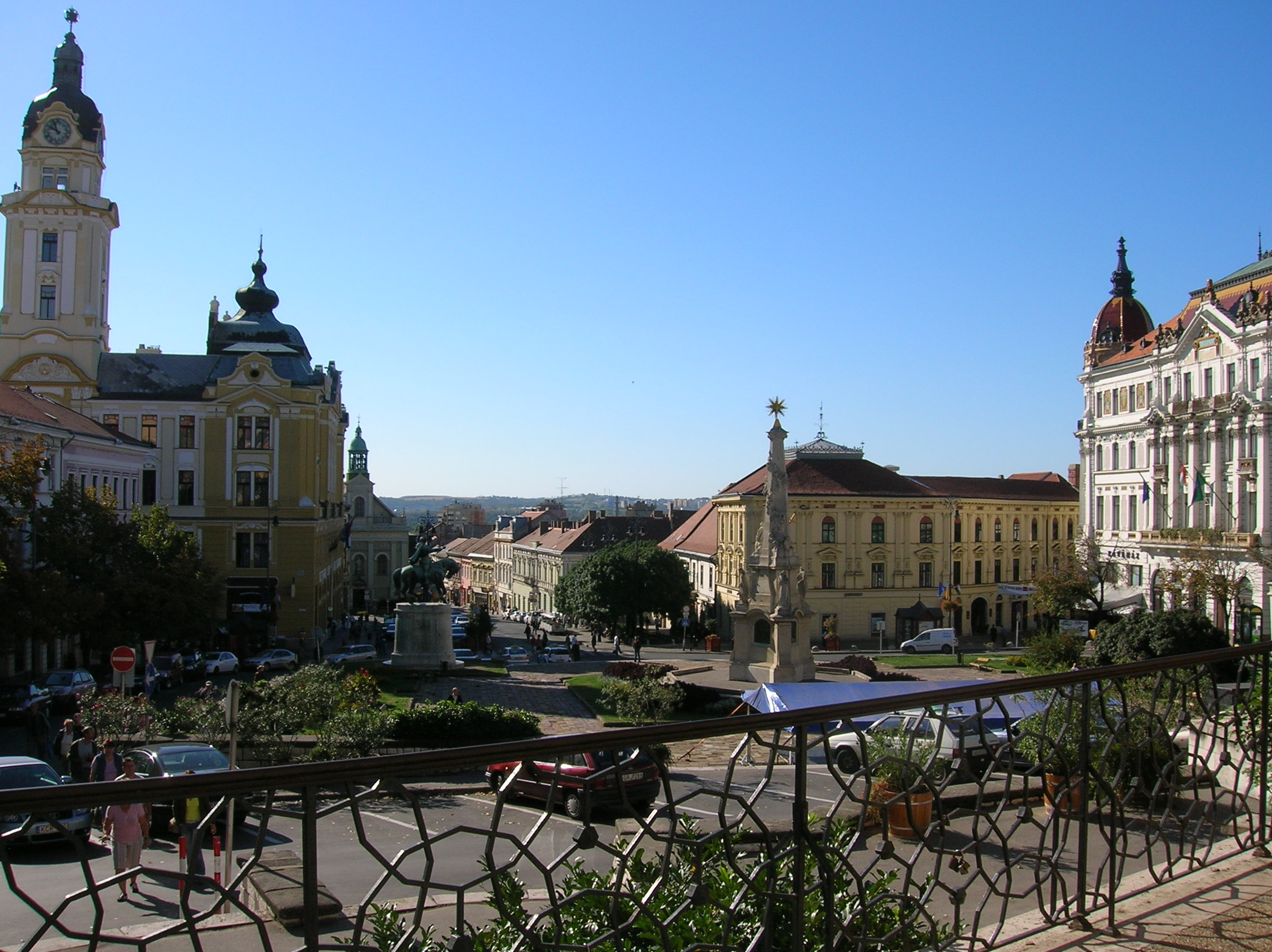
A Széchenyi tér a dzsámi felől nézve

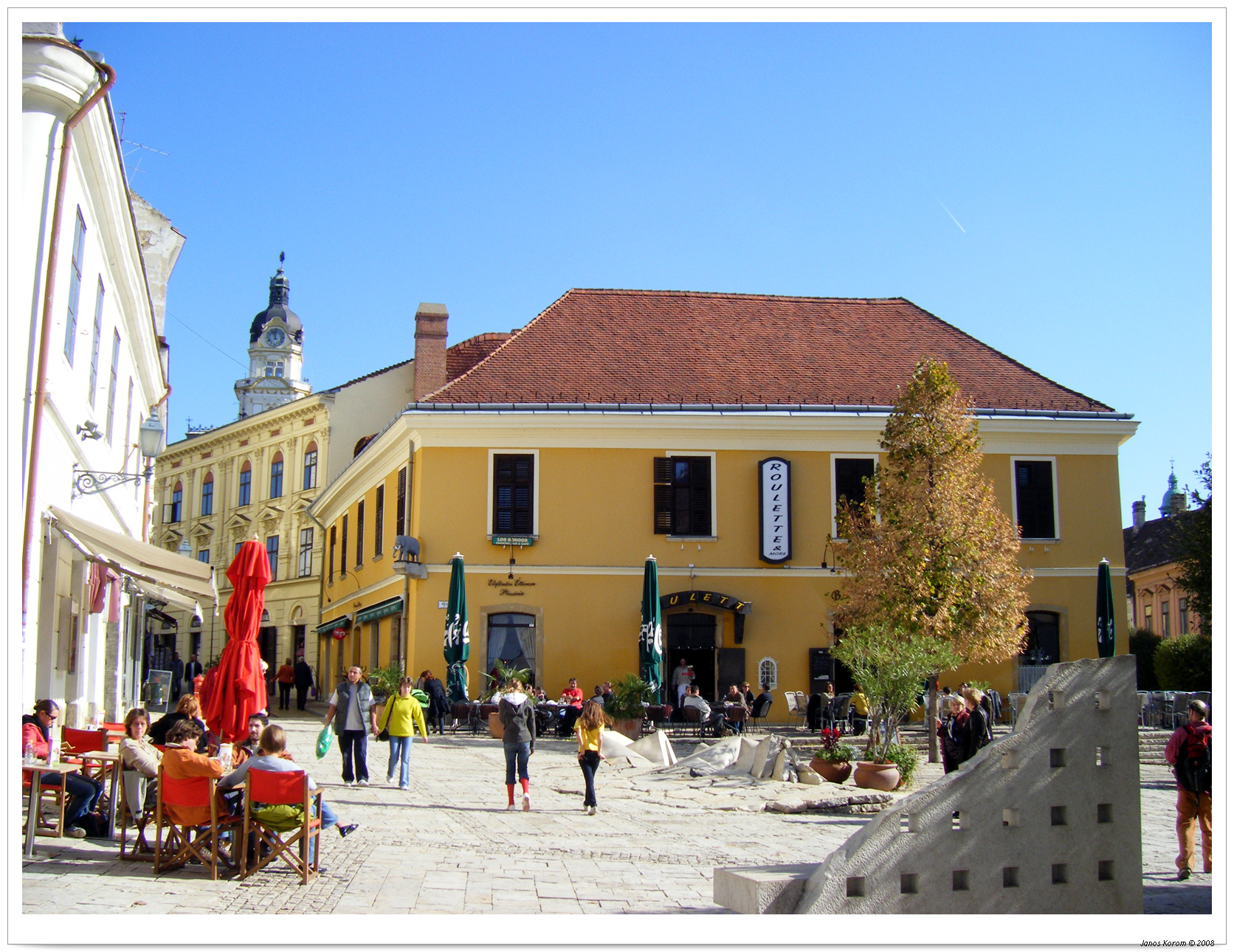
A felújított Jókai tér.

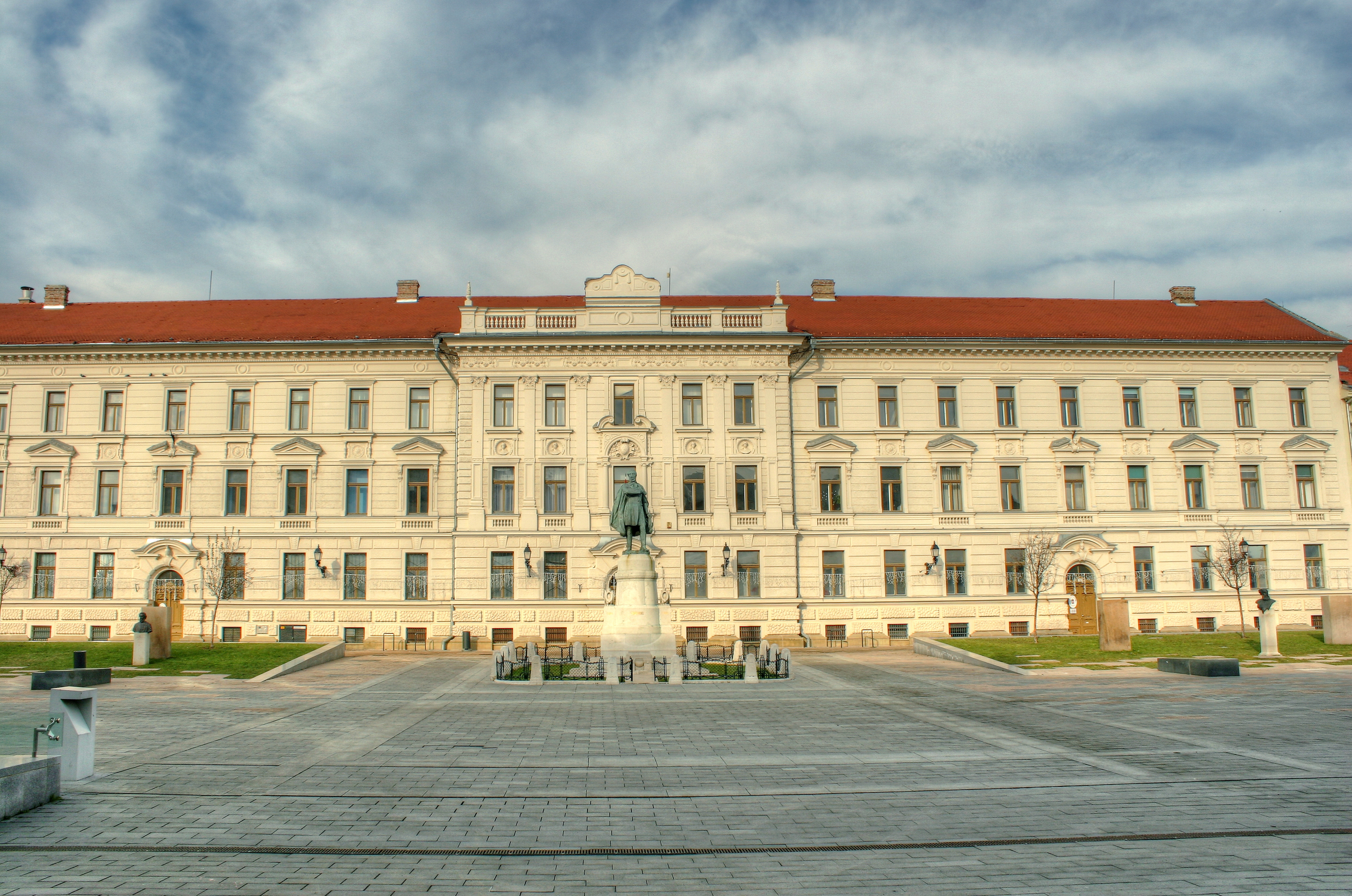
Kossuth Lajos szobra a róla elnevezett téren

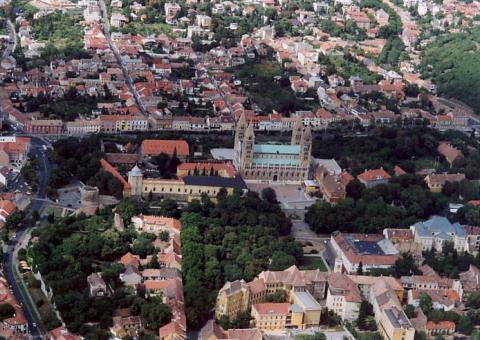
Légifotó a Szent István térről (a székesegyháztól délre).

### Széchenyi tér
A Széchenyi tér a pécsi belváros közigazgatási, kereskedelmi és idegenforgalmi központja. A középkorban a város piactere volt, itt állt a városháza és a plébániatemplom. Széchenyi nevét 1864 óta viseli, előtte a legkülönbözőbb elnevezései voltak: Fórum, Városi piacz, Főtér. A tér a város egyik központi elhelyezkedésű, emlékművekben gazdag, észak felé fokozatosan emelkedő tere, ahová sugárszerűen tizenkét utca torkollik. A tér főbb látványosságai a Gázi Kászim pasa dzsámija, a Városháza, a Megyeháza, a Nádor Szálló, a Zsolnay-kút, az Irgalmasrendi templom, a Szentháromság-szobor és Hunyadi János bronz lovasszobra. A teret a Pécs2010 Kulturális Főváros projekt keretein belül felújították.
Itt tartják minden év szeptemberében a Pécsi napok alkalmával a Szőlő és Bor Ünnepét, kirakodóvásárral, szüreti felvonulással és a híres pécsi, villányi és siklósi borok kóstolójával és itt állítják fel karácsonykor a város karácsonyfáját.

### Jókai tér
2001-ben adták át az új Jókai téret, mely közel 100 milliós költséggel épült. Felavatták az Ezredéves Emlékművet, melynek építése egybeesett a tér díszburkolatának kialakításával. A tér domborzata lényegében nem változott, viszont az átépítés után a gépjárművek átmenő forgalma megszűnt. A korlátozott forgalom mellett a gyalogosok vehetik birtokukba a teret, ami azt jelenti, hogy a mostantól a Széchenyi tértől nyugatra is jelentős területet adtak vissza a Belvárosban a gyalog közlekedők számára. Millenniumi Emlékkút-szobor a burkolathoz simuló mészkőből készült. A szoborral azonos, és rárótt írás van rajta. A két darabból összeillesztett szobor hasadékából 30 cm széles, könnyen átléphető vízfolyás indul az esténként díszvilágítással ellátott medencébe.

### Kossuth tér
2008. február 1-jén kezdődtek el a kétszintes, 270 autót befogadni képes mélygarázs munkálatai a Kossuth téren. A tér 2010. május 14-én került átadásra. Pécs önkormányzatának célja a belváros parkolási helyzetének javítása volt. Római kori falakat és sírokat is találtak az építkezés során a tér alatt, mely az építkezést hátráltatta. Az egyik legérdekesebb lelet egy freskótöredék, amelyen Priaposz, a szexualitás istene, vagy talán Fortuna, a szerencse istennője látható. Ezen kívül említésre méltó még egy oltárkő, egy sast formázó épület oromzatdísz és néhány hagymafejes fibula.
Feltártak egy török kori pincét is a régészek. Az ásatási munkálatokat figyelő ásatási bizottság kötelezte a kivitelezőt arra, hogy  nemcsak meg kell őriznie, hanem bemutathatóvá is kell tennie a pincét.

### Szent István tér
A Szent István tér a belváros egyik idegenforgalmi központja, világörökségi terület és számos pécsi rendezvény színtere. A középkorban a Széchenyi tér mellett a város egyik piactere volt. A Szent István nevet 1990 óta viseli ismét. A tér főbb látványosságai az Ókeresztény sírkamrák, a térről jól látható Pécsi székesegyház, a Littke pezsgőgyár által életre hívott Pezsgőház, a tér közepén elhelyezkedő szökőkút és számos híresség szobra. Az ókeresztény temetői emlékegyüttes nagysága és gazdagsága a legjelentősebb az Olaszországon kívüli nekropoliszok emlékanyagában.
A tér a város egyik központi elhelyezkedésű, emlékművekben gazdag, parkos tere a városfalon belül, a székesegyháztól délre. Itt rendezik meg minden évben a Sétatér fesztivált és a Pécsi napokat, és igénybe veszik számos más rendezvény kapcsán is.

## Képgaléria

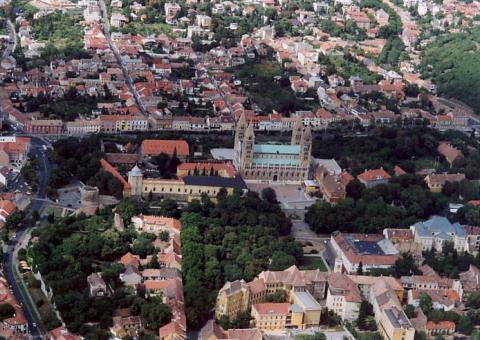
Pécs történelmi belvárosának légifotója.
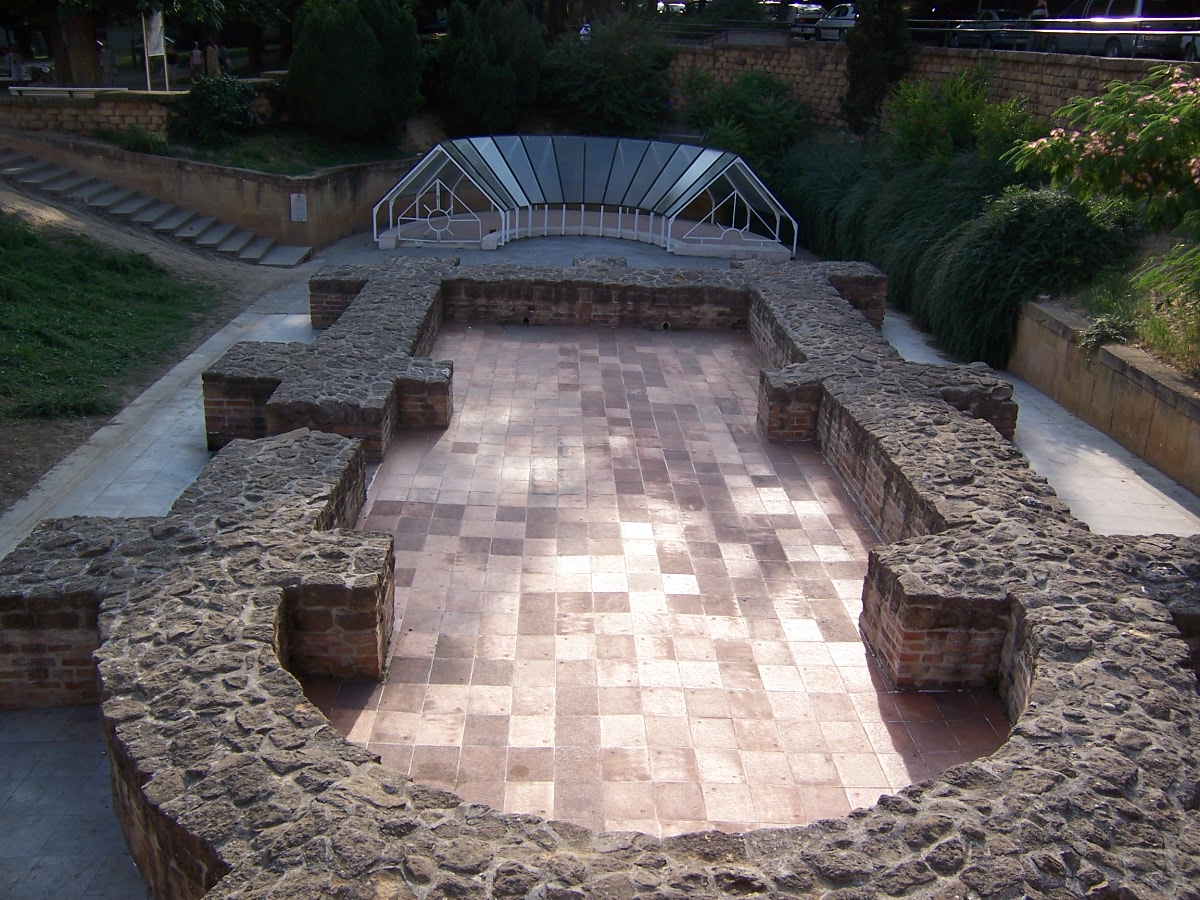
Az ókeresztény sírkamra fölé emelt kápolna maradványai.
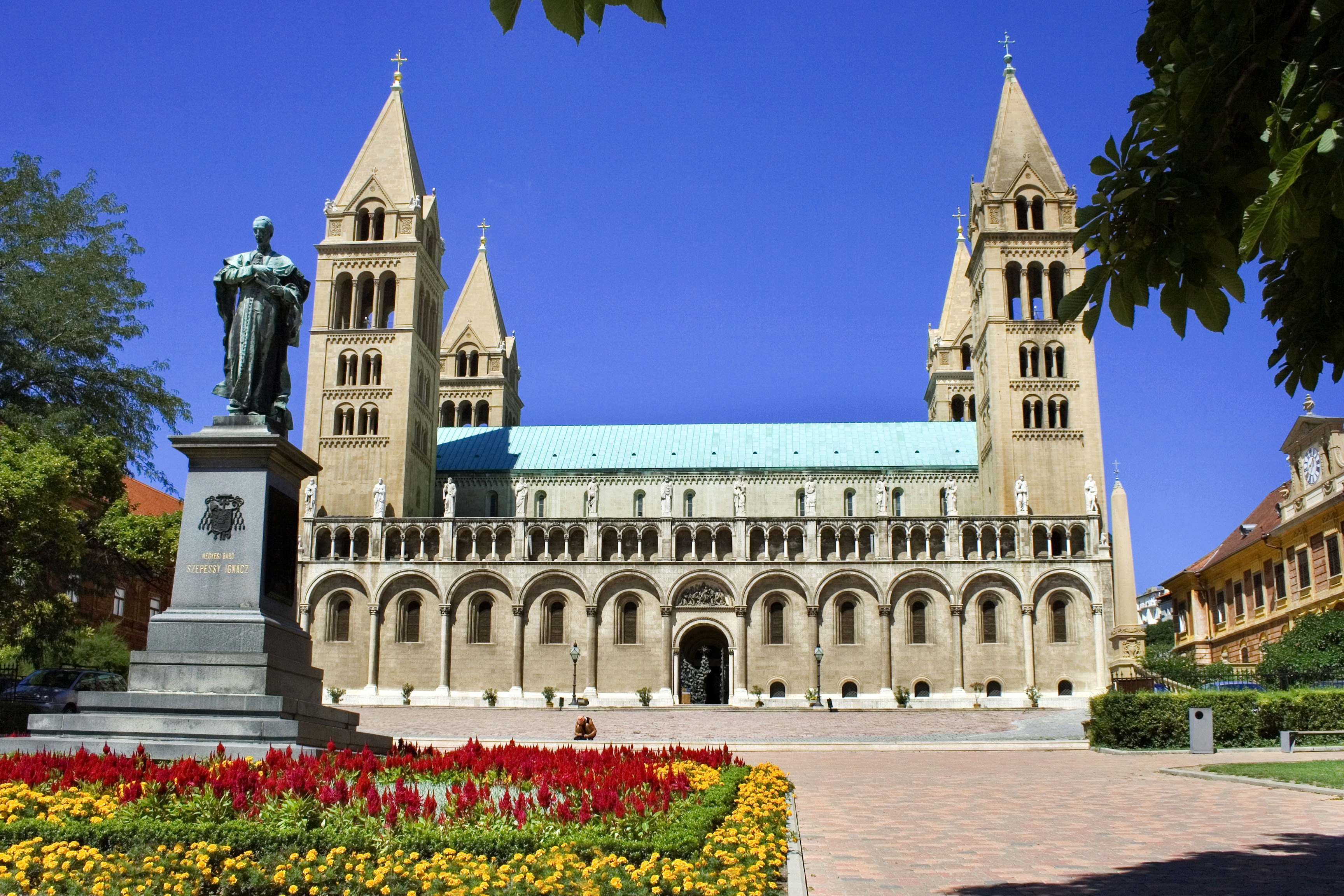
A székesegyház.
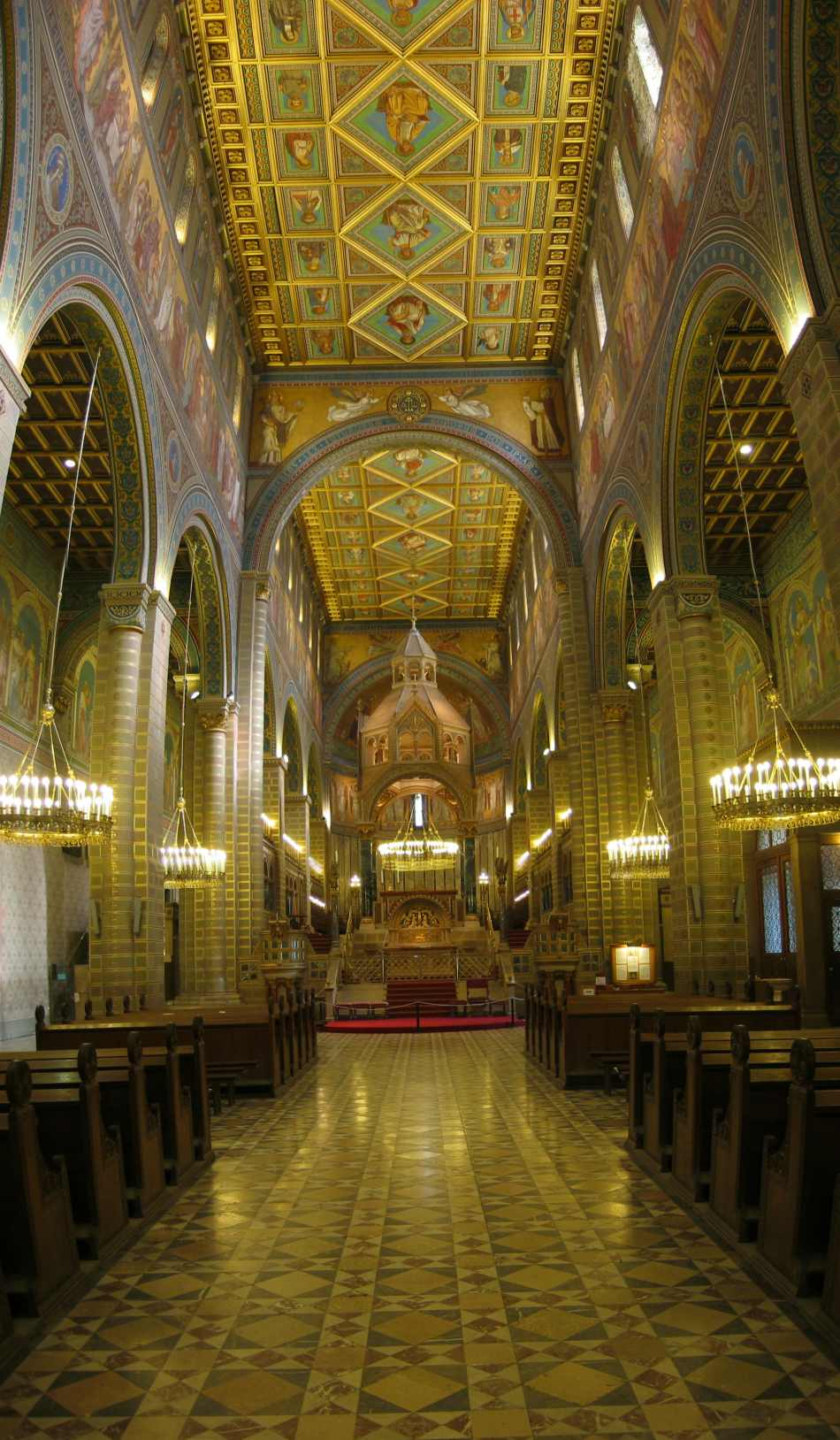
A székesegyház belseje.
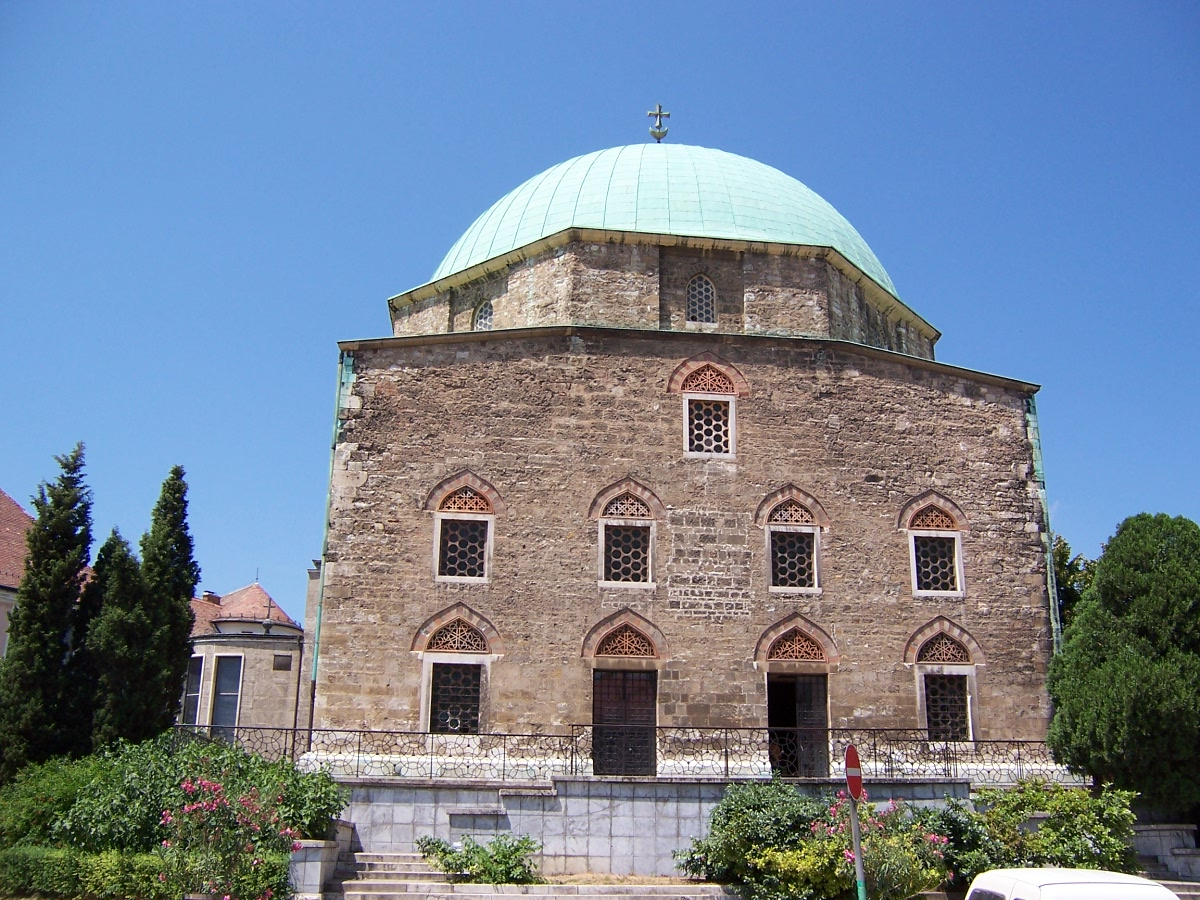
Pécs leghíresebb dzsámija.
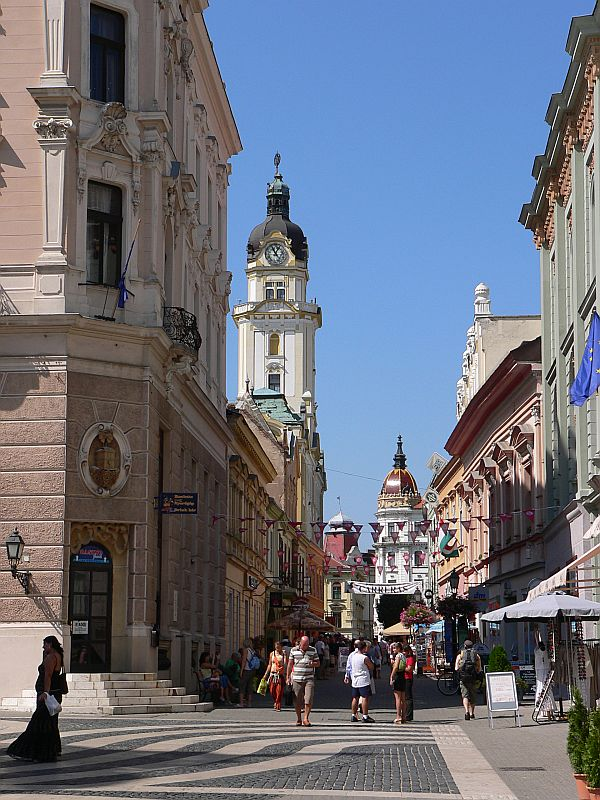
A pécsi Király utca.
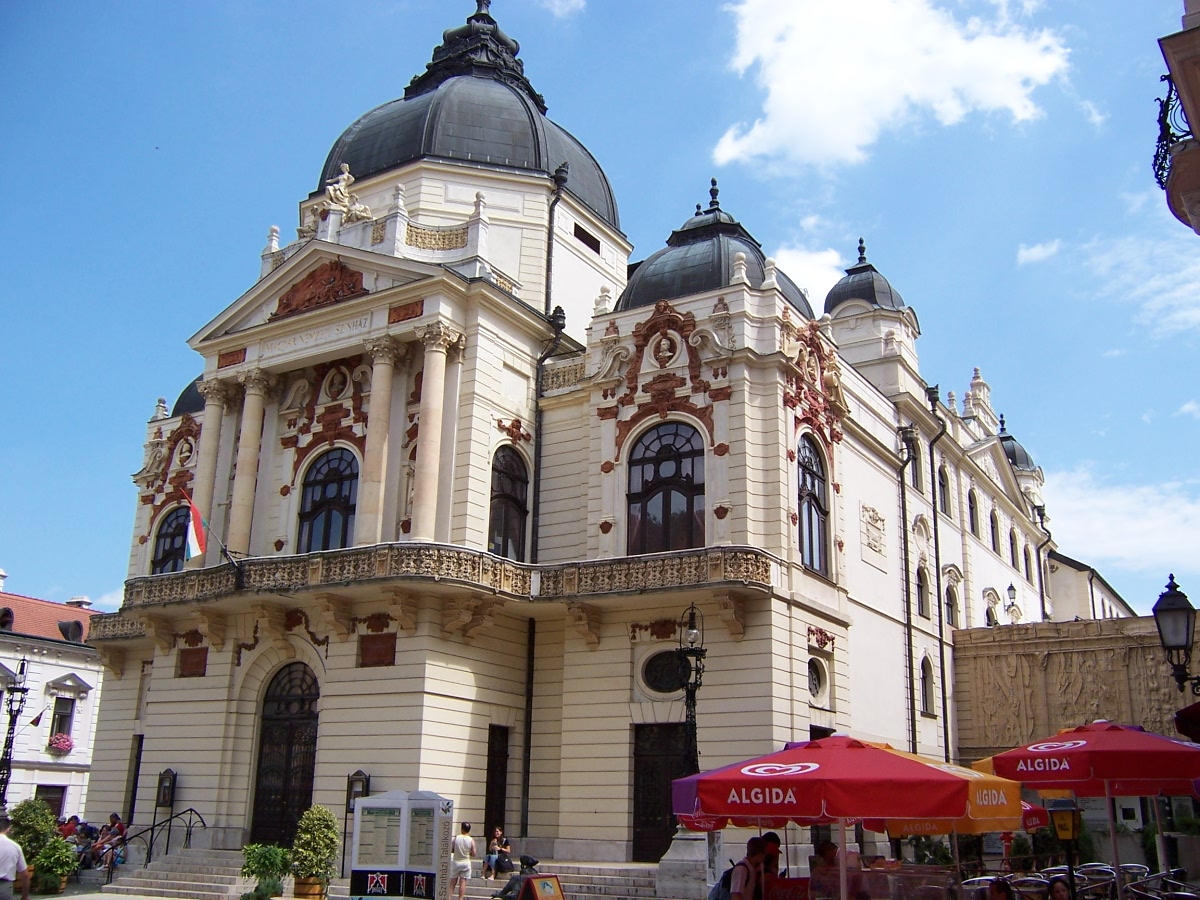
A Pécsi Nemzeti Színház épülete.
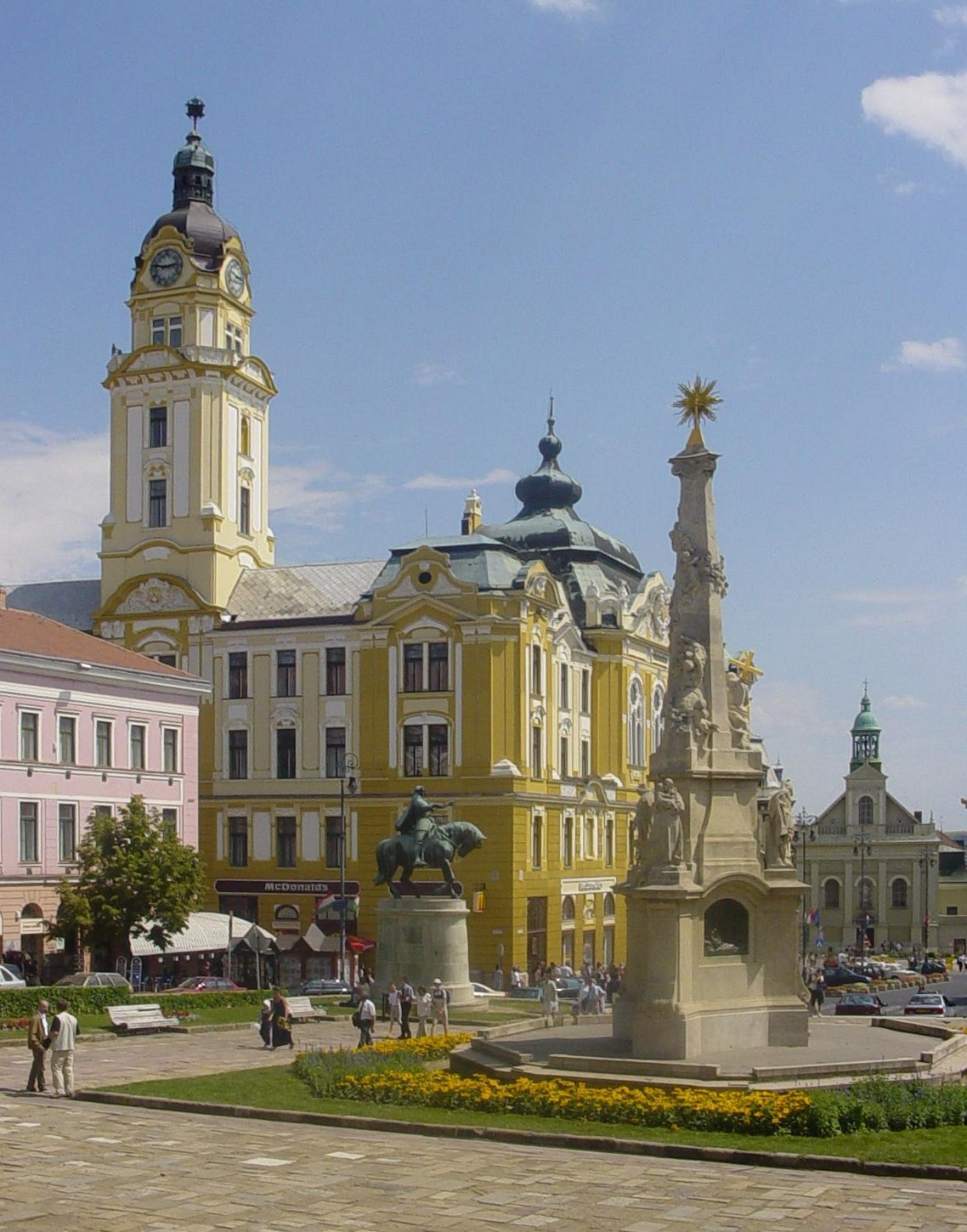
Pécs belvárosának főtere.
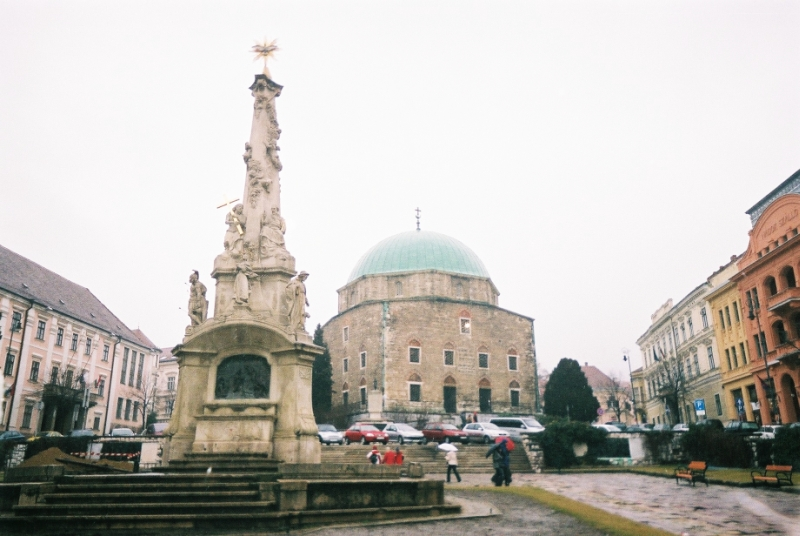
Széchenyi tér.
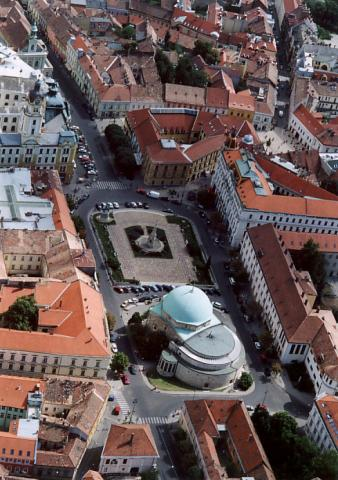
A Széchenyi tér légifotója a dzsámival.
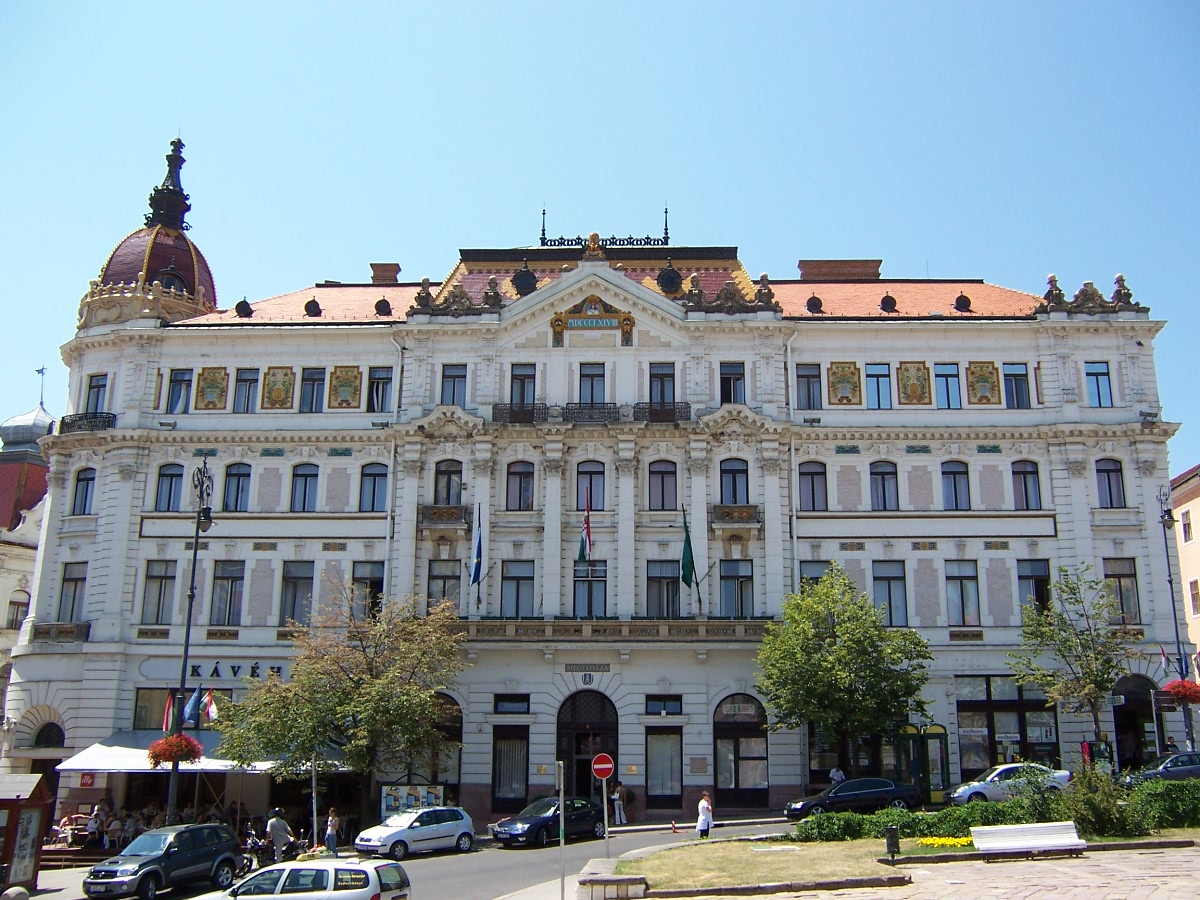
A pécsi Megyeháza.
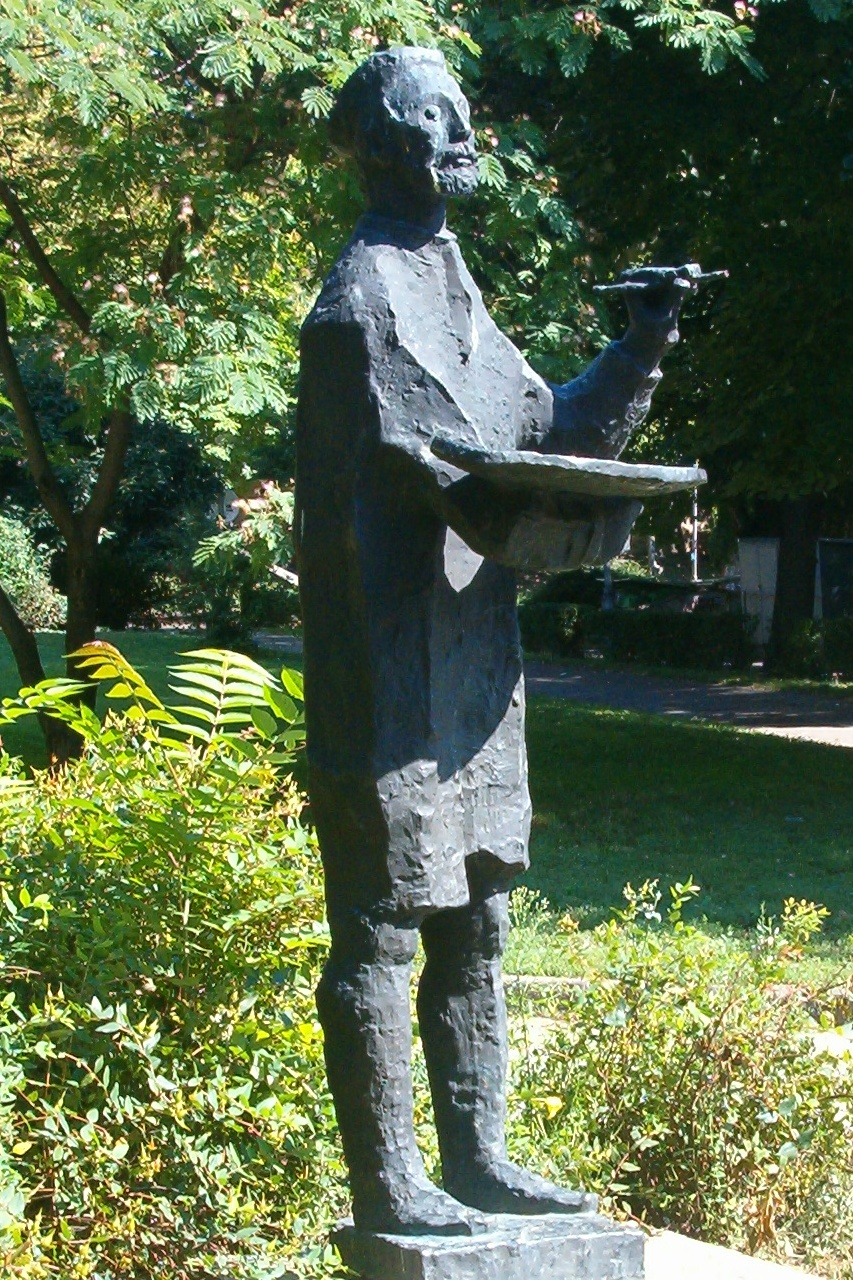
Csontváry Kosztka Tivadar szobra a Csontváry Múzeum előtt.